# Тивауан
Тивауан или Тиваван (фр. Tivaouane) — город на западе Сенегала, на территории области Тиес. Административный центр одноимённого департамента.

## Географическое положение
Город находится в восточной части области, на расстоянии приблизительно 67 километров к востоку-северо-востоку (ENE) от столицы страны Дакара. Абсолютная высота — 45 метров над уровнем моря.

## Население
По оценочным данным, на 2001 год численность населения города составляла 43 612 человек.
Динамика численности населения города по годам:
| 1988   | 1997   | 2001   | 2012   |
| ------ | ------ | ------ | ------ |
| 27 117 | 32 093 | 43 612 | 61 425 |

В этническом составе населения преобладают представители народа волоф.

## Экономика
Ведущей отраслью экономики города является производство арахисового масла.

## Транспорт
Ближайший аэропорт расположен в Дакаре.

## Происшествия
В конце мая 2022 года в пожаре в больнице в Тивауане погибли 11 новорождённых, после чего в стране был объявлен трёхдневный траур.